# Държавно устройство на Йемен
Йемен е полупрезидентска република.

## Президент
Президента на Йемен се избира чрез преки президентски избори за срок от 7 години.

## Законодателна власт
Законодателния орган в Йемен е парламента, състоящ се от 301 депутати, избирани за срок от 6 години.

## Съдебна власт
Според конституцията на страната, съдебната система на Йемен е независима. Правната система е съставена от търговски съдилища и Върховен съд със седалище град Сана.